# Płatkonos diademowy
Płatkonos diademowy (Hipposideros diadema) – gatunek ssaka z rodziny płatkonosowatych (Hipposideridae).

## Taksonomia
Gatunek po raz pierwszy zgodnie z zasadami nazewnictwa binominalnego opisał w 1813 roku francuski przyrodnik Étienne Geoffroy Saint-Hilaire nadając mu nazwę Rhinolophus diadema. Holotyp pochodził z Timoru, w archipelagu Małych Wysp Sundajskich.
Hipposideros diadema należy do grupy gatunkowej diadema. Opisano wiele podgatunków (anderseni, ceramensis, custos, enganus, euotis, griseus, masoni, mirandus, natunensis, nicobarensis, nobilis, oceanitis, reginae, speculator, trobrius i vicarius), kilka z nich jest o wątpliwej ważności; ważność, diagnozy i rozmieszczenie potencjalnych podgatunków wymagają weryfikacji. Autorzy Illustrated Checklist of the Mammals of the World uznają ten gatunek za monotypowy. 

### Etymologia
- Hipposideros: gr. ιππος ippos „koń”; σιδηρος sideros „żelazo” (tj. „podkowa”)[25].
- diadema: łac. diadema „diadem”, od gr. διαδημα diadēma „diadem, królewskie nakrycie głowy”[26].

## Zasięg występowania
Płatkonos diademowy występuje w kontynentalnej części południowo-wschodniej Azji, w Filipinach, w Indonezji, na Nowej Gwinei (w tym Archipelag Bismarcka), Wyspach Salomona i w północno-wschodniej Australii; także w północnych Nikobarach.

## Morfologia
Długość ciała (bez ogona) 66–100 mm, długość ogona 32–51 mm, długość ucha 28–32 mm, długość tylnej stopy 16–21 mm, długość przedramienia 58–96 mm; masa ciała 22–57 g. 

## Tryb życia
Występuje w lasach (często w pobliżu ludzkich osiedli). Płatkonosy diademowowe prowadzą wybitnie grupowy tryb życia. Wraz z setkami innych nietoperzy żyje w jaskiniach lub starych budynkach. Na polowanie wylatuje o zmroku. Krąży wokół kwiatów, polując na owady i otwierając niekiedy figi, aby wydobyć znajdujące się w nich larwy owadów. Zjada wówczas przy tych również miąższ owoców z nasionami.
Młode rodzą się w listopadzie lub w grudniu.